# Microtropis borneensis
Microtropis borneensis là một loài thực vật thuộc họ Celastraceae. Đây là loài đặc hữu của Malaysia.